# Żywot i męka Jezusa Chrystusa
Żywot i męka Jezusa Chrystusa (oryg. La vie et la passion de Jésus Christ) – francuski 44-minutowy ręcznie barwiony niemy film religijny, którego premiera odbyła się w maju 1903 we Francji, a w Stanach Zjednoczonych 26 marca 1904.
Reżyserami obrazu byli Ferdinand Zecca i Lucien Nonguet. Autorzy filmu ukazują życie Jezusa Chrystusa od momentu Zwiastowania do Wniebowstąpienia. W większości przypadków twórcy trzymają się przekazu biblijnego, skupiając się na przedstawieniu nauczania i cudów Jezusa w wieku dojrzałym, z wyjątkiem scen z dzieciństwa, w których chłopiec pomaga Józefowi w pracy.
Film był kręcony w Palestynie i Egipcie. Część scen została ręcznie pokolorowana, zaś w scenach przedstawiających cuda (np. chodzenie Chrystusa po wodzie) stosowano triki pokrewne tym z filmów Georges'a Mélièsa.
Film odniósł duży sukces kasowy i artystyczny; do lat 50. XX w. bywał pokazywany w kinach parafialnych. 19 października 1995 znalazł się na watykańskiej liście 45 znaczących filmów, będąc przy tym najstarszym obrazem na niej.